# Jame
Jame is een plaats in de gemeente Slunj in de Kroatische provincie Karlovac. De plaats telt 57 inwoners (2001).